# Arkema
Arkema S.A. er en fransk kemivirksomhed. Den blev etableret i 2004 efter en restrukturering i Totals kemidivision. Arkema har 20.200 ansatte i 55 lande, samt 13 forskningscentre og 144 fabrikker.